# Ivana Kubíková
Ivana Kubíková (* 4. September 1992) ist eine slowakische Badmintonspielerin. 

## Karriere
Ivana Kubíková wurde 2009 erstmals nationale Meisterin in der Slowakei. Ein weiterer Titelgewinn folgte 2013. Weitere Medaillen erkämpfte er sich 2010, 2011 und 2012. 2010 nahm sie an den Mannschaftseuropameisterschaften teil.